# Paratrigona guatemalensis
Paratrigona guatemalensis är en biart som först beskrevs av Schwarz 1938.  Paratrigona guatemalensis ingår i släktet Paratrigona och familjen långtungebin. Inga underarter finns listade i Catalogue of Life.